# تشارلز غرودن
تشارلز غرودن (بالإنجليزية: Charles Grodin)‏ مواليد 21 أبريل 1935 في بيتسبرغ، هو ممثل أمريكي بدأ مسيرته الفنية عام 1954. كما أنه من الفائزين بجائزة إيمي.

## الأعمال
- طفل روزماري
- السماء بإمكانها الانتظار
- المرأة ذات الأحمر
- إشتار
- القانون والنظام: الوحدة الخاصة للضحايا

## وصلات خارجية
- تشارلز غرودن على موقع IMDb (الإنجليزية)
- تشارلز غرودن على موقع روتن توميتوز (الإنجليزية)
- تشارلز غرودن على موقع ألو سيني (الفرنسية)
- تشارلز غرودن على موقع تيرنر كلاسيك موفيز (الإنجليزية)
- تشارلز غرودن على موقع أول موفي (الإنجليزية)
- تشارلز غرودن على موقع قاعدة بيانات برودواي على الإنترنت (الإنجليزية)
- تشارلز غرودن على موقع قاعدة بيانات الأفلام السويدية (السويدية)
- تشارلز غرودن على موقع إن إن دي بي (الإنجليزية)
- تشارلز غرودن على موقع قاعدة بيانات الفيلم (الإنجليزية)
- تشارلز غرودن على موقع كينوبويسك (الروسية)